# Mistrzostwa Oceanii U-19 w piłce nożnej
Mistrzostwa Oceanii do lat 19 w piłce nożnej (ang. OFC U-19 Championship) – rozgrywki piłkarskie w Oceanii organizowane co dwa lata przez OFC (ang. Oceania Football Confederation) dla zrzeszonych reprezentacji krajowych do lat 19. Pełnią funkcję kwalifikacji do mistrzostw świata U–20 – do światowego czempionatu awansują dwie najlepsze drużyny każdego czempionatu.

## Historia
Zapoczątkowany został w 1974 roku przez OFC jako Mistrzostwa Oceanii do lat 20 w piłce nożnej. W turnieju uczestniczyły reprezentacje Nowej Kaledonii, Nowej Zelandii, Nowych Hebrydów i Tahiti. Rozgrywki zostały rozegrane na stadionach Tahiti. 4 drużyny najpierw systemem kołowym rozegrały miejsca na podium, a następnie w finale dwie najlepsze drużyny walczyły o tytuł mistrza, a drużyny z 3 i 4 miejsc grali mecz o 3 miejsce. Pierwszy turniej wygrała reprezentacja Tahiti.
Turniej organizowany jest do lat 20, z wyjątkiem 2014 i 2022 w którym był do lat 19. W każdej edycji liczba uczestników zmieniała się. W 1985 i 1986 roku w mistrzostwach uczestniczyła nawet reprezentacja Izraela, a w 1985, 1986 i 1988 reprezentacja Tajwanu. Łącznie do 2005 w mistrzostwach uczestniczyła reprezentacja Australii, która potem przeniosła się do AFC. Jeżeli w turnieju uczestniczy 6 lub więcej drużyn, to najpierw dzielono ich na dwie grupy, a potem drużyny z pierwszych miejsc walczyły o tytuł mistrza, a drużyny z drugich miejsc grali mecz o 3 miejsce. Od 1974 OFC w finałach mistrzostw świata U-20 reprezentuje tylko jeden zespół.

## Finały
Format U-20
| 1974 Szczegóły | Tahiti                     | Tahiti        | 2 : 0         | Nowa Zelandia  | Nowe Hebrydy                    | 2 : 1                           | Nowa Kaledonia                  | 4  |
| 1978 Szczegóły | Nowa Zelandia              | Australia     | format ligowy | Fidżi          | Nowa Zelandia                   | format ligowy                   | Papua-Nowa Gwinea               | 4  |
| 1980 Szczegóły | Fidżi                      | Nowa Zelandia | 2 : 0         | Australia      | Fidżi                           | 4 : 3                           | Nowa Kaledonia                  | 6  |
| 1982 Szczegóły | Papua-Nowa Gwinea          | Australia     | 4 : 3         | Nowa Zelandia  | Fidżi                           | 2 : 1                           | Papua-Nowa Gwinea               | 4  |
| 1985 Szczegóły | Australia                  | Australia     | format ligowy | Izrael         | Nowa Zelandia                   | format ligowy                   | Tajwan                          | 6  |
| 1986 Szczegóły | Nowa Zelandia              | Australia     | format ligowy | Izrael         | Nowa Zelandia                   | format ligowy                   | Tajwan                          | 5  |
| 1988 Szczegóły | Fidżi                      | Australia     | 1 : 0         | Nowa Zelandia  | Tajwan                          | 2 : 0                           | Fidżi                           | 7  |
| 1990 Szczegóły | Fidżi                      | Australia     | format ligowy | Nowa Zelandia  | Vanuatu                         | format ligowy                   | Tahiti                          | 5  |
| 1992 Szczegóły | Tahiti                     | Nowa Zelandia | format ligowy | Tahiti         | Fidżi                           | format ligowy                   | Vanuatu                         | 5  |
| 1994 Szczegóły | Fidżi                      | Australia     | 1 : 0         | Nowa Zelandia  | Wyspy Salomona                  | 0 : 0 (4–2 karne)               | Vanuatu                         | 8  |
| 1997 Szczegóły | Tahiti                     | Australia     | 2 : 1         | Nowa Zelandia  | Fidżi                           | 1 : 1 (5–4 karne)               | Tahiti                          | 4  |
| 1998 Szczegóły | Samoa                      | Australia     | 2 : 0         | Fidżi          | Nowa Zelandia                   | 2 : 1                           | Wyspy Salomona                  | 8  |
| 2001 Szczegóły | Nowa Kaledonia Wyspy Cooka | Australia     | 1 : 2 3 : 1   | Nowa Zelandia  | mecz o 3 miejsce nie rozgrywano | mecz o 3 miejsce nie rozgrywano | mecz o 3 miejsce nie rozgrywano | 11 |
| 2002 Szczegóły | Vanuatu Fidżi              | Australia     | 11 : 0 4 : 0  | Fidżi          | mecz o 3 miejsce nie rozgrywano | mecz o 3 miejsce nie rozgrywano | mecz o 3 miejsce nie rozgrywano | 8  |
| 2005 Szczegóły | Wyspy Salomona             | Australia     | 3 : 0         | Wyspy Salomona | Vanuatu                         | 4 : 1                           | Fidżi                           | 8  |
| 2007 Szczegóły | Nowa Zelandia              | Nowa Zelandia | format ligowy | Fidżi          | Wyspy Salomona                  | format ligowy                   | Nowa Kaledonia                  | 7  |
| 2008 Szczegóły | Tahiti                     | Tahiti        | format ligowy | Nowa Kaledonia | Nowa Zelandia                   | format ligowy                   | Fidżi                           | 4  |
| 2011 Szczegóły | Nowa Zelandia              | Nowa Zelandia | 3 : 1         | Wyspy Salomona | Vanuatu                         | 2 : 0                           | Fidżi                           | 7  |
| 2013 Szczegóły | Fidżi                      | Nowa Zelandia | format ligowy | Fidżi          | Vanuatu                         | format ligowy                   | Nowa Kaledonia                  | 5  |
| 2016 Szczegóły | Vanuatu                    | Nowa Zelandia | 5 : 0         | Vanuatu        | mecz o 3 miejsce nie rozgrywano | mecz o 3 miejsce nie rozgrywano | mecz o 3 miejsce nie rozgrywano | 8  |
| 2018 Szczegóły | Tahiti                     | Nowa Zelandia | 1 : 0         | Tahiti         | Nowa Kaledonia                  | 4 : 1                           | Wyspy Salomona                  | 8  |

Format U-19
| 2014 Szczegóły | Fidżi  | Fidżi         | format ligowy | Vanuatu        | Nowa Kaledonia | format ligowy     | Wyspy Salomona | 6  |
| 2022 Szczegóły | Tahiti | Nowa Zelandia | 3 : 0         | Fidżi          | Nowa Kaledonia | 1 : 1 (5–4 karne) | Tahiti         | 11 |
| 2024 Szczegóły | Samoa  | Nowa Zelandia | 4 : 0         | Nowa Kaledonia | Wyspy Salomona | 4 : 2             | Fidżi          | 8  |

## Statystyki
| Lp. | Drużyna        | Mistrz | Wicemistrz | Lata triumfów                                                           |
| --- | -------------- | ------ | ---------- | ----------------------------------------------------------------------- |
| 1.  | Australia      | 12     | 1          | 1978, 1982, 1985*, 1987, 1988, 1990, 1994, 1996, 1998, 2001, 2003, 2005 |
| 2.  | Nowa Zelandia  | 9      | 7          | 1980, 1992, 2007*, 2011*, 2013, 2016, 2018, 2022, 2024                  |
| 3.  | Tahiti         | 2      | 2          | 1974*, 2009*                                                            |
| 4.  | Fidżi          | 1      | 6          | 2014*                                                                   |
| 5.  | Wyspy Salomona | 0      | 2          |                                                                         |
| 5.  | Izrael         | 0      | 2          |                                                                         |
| 5.  | Vanuatu        | 0      | 2          |                                                                         |
| 8.  | Nowa Kaledonia | 0      | 2          |                                                                         |

* = jako gospodarz.